# Scomberoides
Genre
Synonymes
- Chorinemus Cuvier in Cuvier & Valenciennes, 1832[2]
- Orcynus Rafinesque, 1815[2]
- Scomeroides[2]
- Thynnus Gronow in Gray, 1854[2]

Scomberoides est un genre de poissons de la famille des Carangidae. Ils sont parfois appelés « fausses bonites » du fait de leur ressemblance avec certains Scombridae.

## Liste des espèces
Selon World Register of Marine Species (13 avril 2019) :
- Scomberoides commersonnianus Lacepède, 1801
- Scomberoides lysan (Forsskål, 1775)
- Scomberoides tala (Cuvier, 1832)
- Scomberoides tol (Cuvier, 1832)

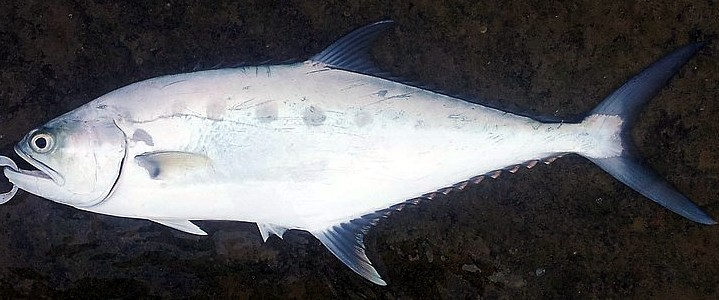
Scomberoides commersonnianus
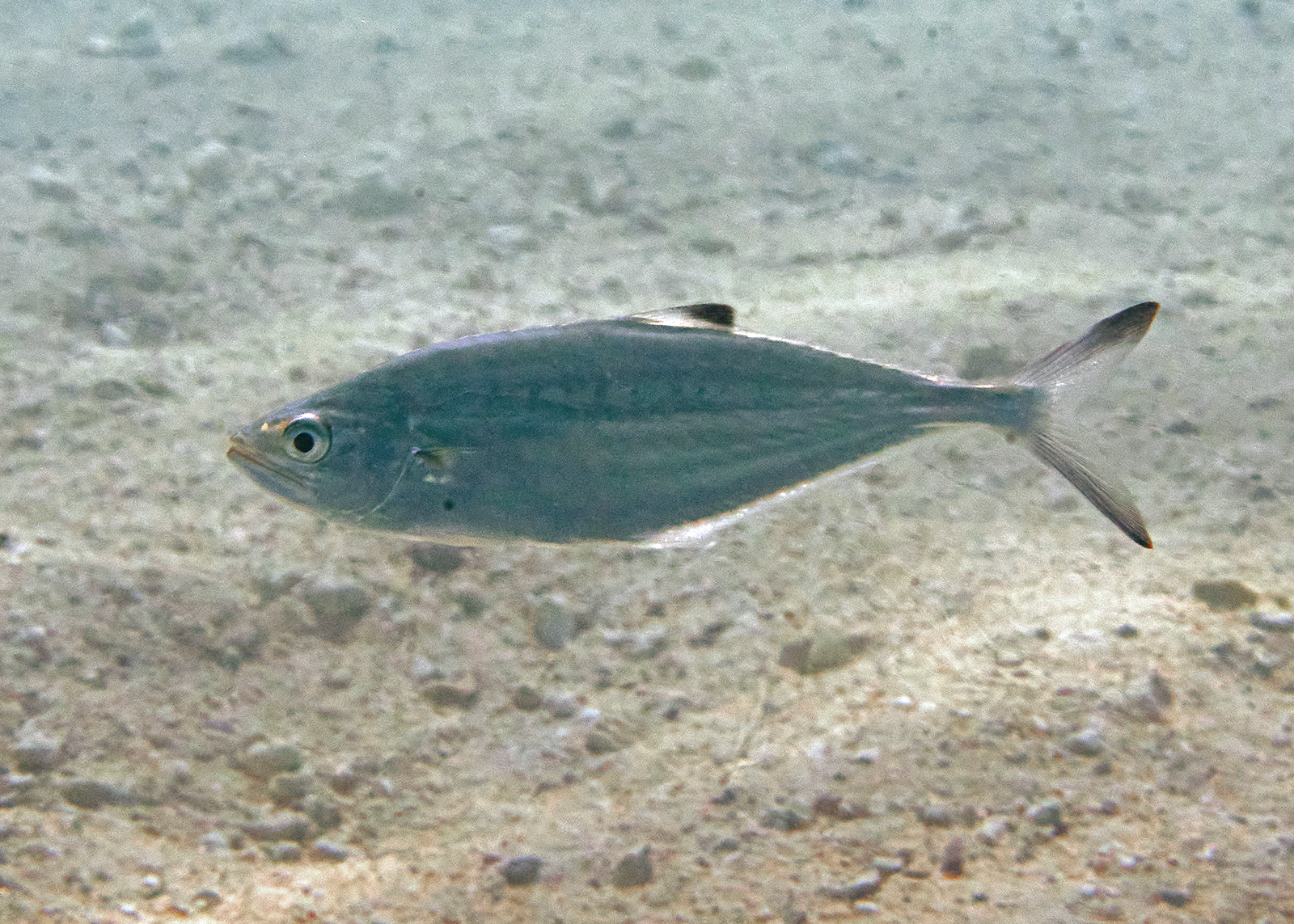
Scomberoides lysan
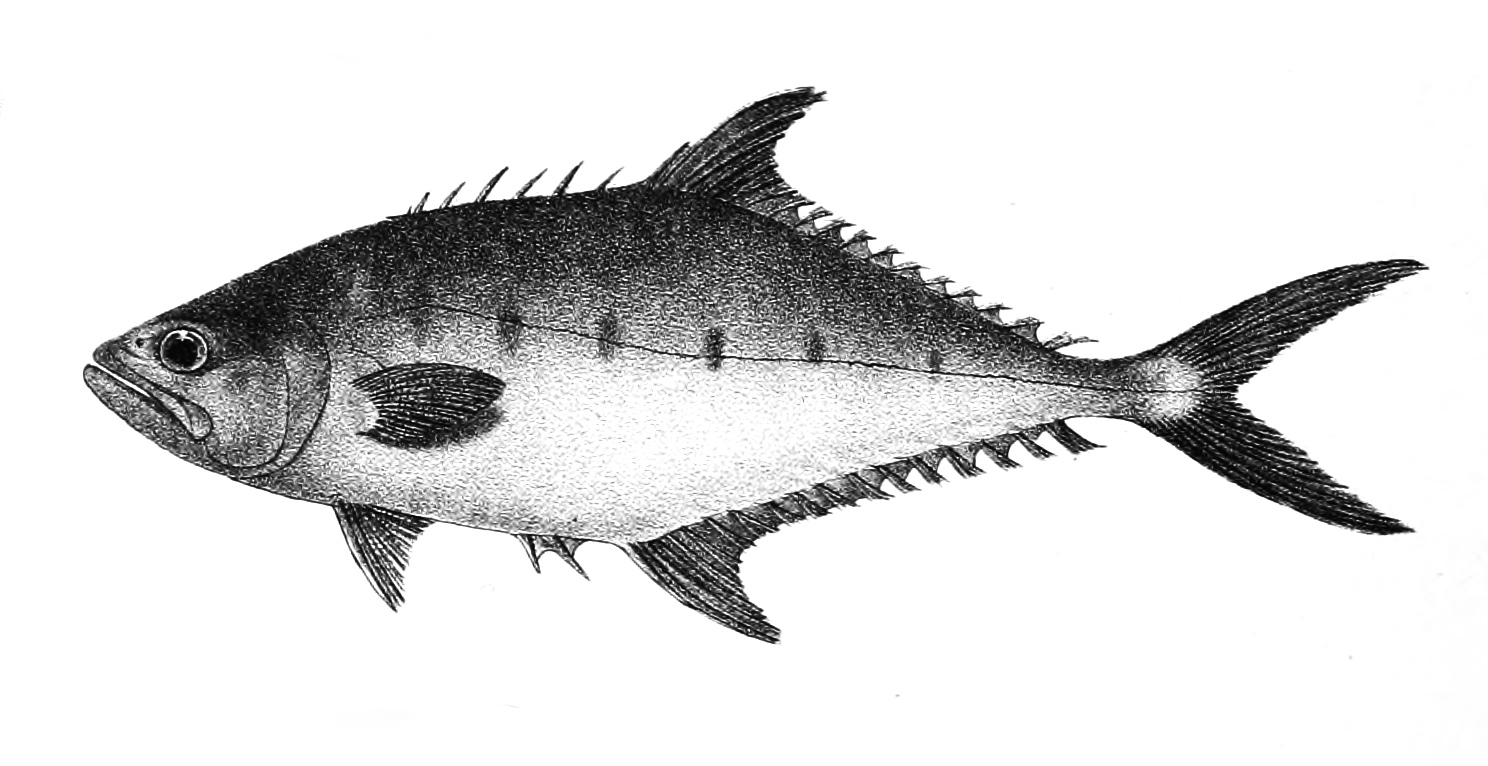
Scomberoides tala
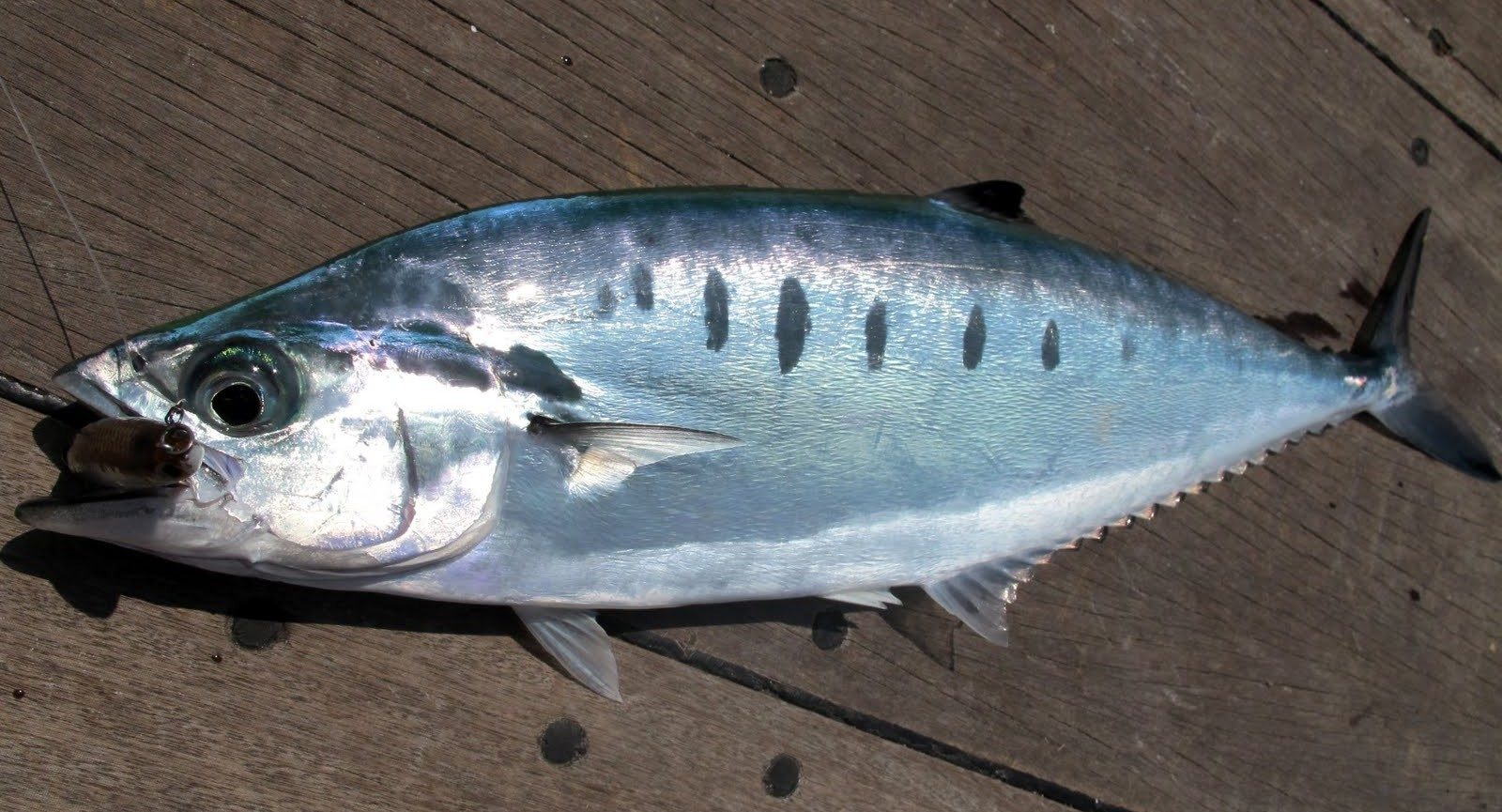
Scomberoides tol